# Des garçons et des filles
Des garçons et des filles è un film del 1967 diretto da Étienne Périer.

## Trama
Un gruppo di 10 giovani, ragazzi e ragazze, si stabilisce in una grande casa diroccata a Parigi.